# Biljin
Biljin es un pueblo ubicado en el municipio de Goražde, en el cantón de Podrinje Bosnio, Bosnia y Herzegovina.

## Superficie
Cuenta con una superficie de 1,18 km².

## Demografía
Hasta 2013 la población era de 11 habitantes, con una densidad de población de 9,3 hab/km².
| Gráfica de evolución demográfica de Biljin entre 1961 y 2013                       |
|                                                                                    |
| Datos según Population statistics of Eastern Europe & former USSR y Statistika.ba. |